# Barbus strumicae
Barbus strumicae är en fiskart som beskrevs av Karaman, 1955. Barbus strumicae ingår i släktet Barbus och familjen karpfiskar. IUCN kategoriserar arten globalt som livskraftig. Inga underarter finns listade.